# 정글 피버
《정글 피버》(영어: Jungle Fever)는 미국에서 제작된 1991년 로맨틱 드라마 영화이다. 스파이크 리가 연출, 각본, 제작을 맡고 웨슬리 스나이프스 등과 함께 출연하였다.

## 줄거리
가정이 있는 성공한 할렘 흑인 건축가 플리퍼가 이탈리아계 백인 임시 비서와 불륜에 돌입한다. 이 사실이 바깥에 알려지고 아내의 귀에도 들어가면서 플리퍼는 집에서 쫓겨난다. 친지와 친구들 역시 이들의 관계를 용인하지 않는다.

## 출연진
- 웨슬리 스나이프스 - 플리퍼 퓨리파이 역
- 애너벨라 쇼라 - 앤절라 "앤지" 투치 역
- 스파이크 리 - 사이러스 역
- 오시 데이비스 - 퓨리파이 목사 역
- 루비 디 - 루신다 퓨리파이 역
- 새뮤얼 L. 잭슨 - "게이터" 퓨리파이 역
- 로넷 매키 - 드루 퓨리파이 역
- 존 터투로 - 폴리 카본 역
- 프랭크 빈센트 - 마이클 "마이크" 투치 역
- 앤서니 퀸 - 루 카본 역
- 핼리 베리 - 비비언 역
- 타이라 페럴 - 오린 구드 역
- 버로니카 웨브 - 비라 역
- 마이클 임피리올리 - 제임스 투치 역
- 니컬러스 터투로 - 비니 역
- 마이클 배덜루코 - 프랭키 보츠 역
- 미겔 샌도벌 - 마크 폰티 역
- 데비 메이자 - 데니즈 역
- 팀 로빈스 - 제리 역
- 브래드 도리프 - 레슬리 역
- 테리사 랜들 - 이네즈 역
- 퀸 라티파 - 러숀 역
- 찰리 머피 - 리빈 라지 역
- 잔카를로 에스포시토 - 노숙자 역 (크레디트 미기재)

## 기타 제작진
- 공동 제작: 몬티 로스
- 라인 제작: 존 킬릭
- 미술: 윈 토머스
- 의상: 루스 E. 카터